# Коса (Косинский район)
Коса (коми-перм. Кӧс) — село в Коми-Пермяцком округе Пермского края, административный центр Косинского района и Косинского сельского поселения.
Расположено в 105 км к север-северо-востоку от Кудымкара. Находится в левобережье реки Коса и в правобережье Лолога недалеко от места их слияния.

## История
Впервые упоминается в 1579 году как Ныров погост. В летописях сохранились сведения, что все срубы в 1623 году сгорели от пожара, источником которого стала сильная молния.
До Октябрьской революции село Коса было административным центром Косинской волости, а в 1927 году — Косинского сельсовета. По данным переписи населения 1926 года, в селе насчитывалось 295 хозяйств, проживало 1213 человек (580 мужчин и 633 женщины). Преобладающая национальность — коми-пермяки. Действовала школа первой ступени, больница, ветеринарный пункт, телефон и почта.
В селе сохранились здания Никольской церкви (1802—1845) и земской больницы (1914).

## Население
| 1926  | 1959  | 1970  | 1979  | 1989  | 2002  | 2010  |
| ----- | ----- | ----- | ----- | ----- | ----- | ----- |
| 1213  | ↗2170 | ↘2015 | ↗2206 | ↗2681 | ↘2288 | ↗2383 |
| 2021  |       |       |       |       |       |       |
| ↗2498 |       |       |       |       |       |       |

## Известные люди
- Владимир Николаевич Тонков — русский и советский анатом, генерал-лейтенант медицинской службы, действительный член Академии медицинских наук СССР с 1944 года
- Алла Владимировна Духова — российский хореограф, создатель и руководитель известного балета «Тодес»